# Záborná
Záborná (německy Saborna) je obec v okrese Jihlava v kraji Vysočina. Žije zde 250 obyvatel.

## Název
Název se vyvíjel od varianty Zaborne (1282), Zaborni (1293), z Zaborného (1502), Zabornau (1597), Zaborna (1654, 1713, 1787) až k podobě Záborná v roce 1848. Název pravděpodobně vznikl díky vrchu Borek, který ves odděloval od obchodní stezky a díky němuž se vsi začalo říkat „za borem“ neboli „Záborná“.

## Historie
Záborná byla založena na dálkové obchodní cestě z Uher přes Moravu až do Čech přibližně v I. polovině 13. století. Nejstarší písemná zmínka se vyskytuje v listině bratrů Vikarta a Záviše z Polné z 23. března 1282, ve které tito místní šlechtici darovali obec řádu německých rytířů, v polovině 15.  řád s nástupem husitů o svůj majetek přišel a obec se stala součástí panství Polná-Přibyslav. V roce 1912 ve vsi místní občané založili Družstevní lihovar a roku 1918 Kampeličku. Od roku 1919 v obci probíhala postupná elektrifikace.
Při ústupu německé armády v květnu 1945 na křižovatce směrem na Janovice zahynuli při přestřelce 4 čeští občané. Během procesu kolektivizace bylo nuceno několik selských rodin Zábornou opustit. V roce 1957 se podařilo založit jednotné zemědělské družstvo, které v roce 1971 sloučili s JZD v Janovicích a Stáji. V roce 2002 obecní úřad vydal 2 emise pohlednic s osmi fotografiemi obce a brožuru Setkání rodáku a přátel Záborné k 720. výročí obce.

## Přírodní poměry
Nachází se 5,5 kilometru jižně od Hrbova, jihozápadně čtyři kilometry od Poděšína a 1,5 kilometru od Skrýšova, dva kilometry severozápadně od Janovic a pět kilometrů severozápadně od Stáje, deset kilometrů severovýchodně od Jamného a 5,5 kilometru severovýchodně od Dobroutova a  tři kilometry východně od Polné.Geomorfologicky je oblast součástí Česko-moravské subprovincie, konkrétně Havlíčkobrodské pahorkatiny a jejího podcelku Hornosázavská pahorkatina, v jejíž rámci spadá pod geomorfologický okrsek Přibyslavská pahorkatina. Průměrná nadmořská výška činí 527 metrů.
Obec se rozkládá mezi kopci Borek (564 m n. m.) jižně a návrším (572 m n. m.), na kterém roste Bechyňova lipka, severně. Středem obce protéká Záborenský potok posléze vtékající do Ochozského potoka, který vytváří jižní hranici katastru. Návsi dominuje Horní rybník, jeho protějšek Dolní byl před lety zavezen. Na okraji obce leží kaskáda sedmi menších nepojmenovaných rybníčků. Další rybníky jsou Podhorský, Podleský, Panák, Čihadlo, Dolní Ochoz a Horní Ochoz, kterými protéká Ochozský potok, jehož údolím od Polné k rybníku Čihadlo vede modře značená turistická trasa.
Mohutná lípa srdčitá – roste při silnici k Polné, strom se stal výjimečným díky rozměrům (obvod 5,76 m, výška 23 m) a svému stáří, které čítá již několik set let, u tohoto stromu se také rozkládá zajímavá zemědělská usedlost postavená mezi lety 1914 až 1920.
Zalesněný vrch Borek, na němž se vyskytuje vzácný hadec a vláknitý chrizotil, v roklích okolo kopce se dříve těžil kámen. Vyskytují se tady též některé vzácné druhy kapradinových rostlin.

## Obyvatelstvo
V obci stojí 78 domů s popisnými čísly. 90 obyvatel je ekonomicky aktivních. Podle sčítání 1921 zde žilo v 54 domech 374 obyvatel, z nichž bylo 188 žen. 374 obyvatel se hlásilo k československé národnosti. Žilo zde 370 římských katolíků a 4 příslušníků Církve československé husitské.
| Rok            | 1869 | 1880 | 1890 | 1900 | 1910 | 1921 | 1930 | 1950 | 1961 | 1970 | 1980 | 1991 | 2001 | 2011 | 2021 |
| -------------- | ---- | ---- | ---- | ---- | ---- | ---- | ---- | ---- | ---- | ---- | ---- | ---- | ---- | ---- | ---- |
| Počet obyvatel | 319  | 380  | 338  | 333  | 344  | 374  | 327  | 269  | 269  | 254  | 237  | 210  | 210  | 232  | 254  |
| Počet domů     | 49   | 54   | 55   | 54   | 54   | 54   | 58   | 64   | 58   | 55   | 60   | 65   | 72   | 76   | 85   |

## Obecní správa a politika
Mezi lety 1869–1980 Záborná byla obcí v okrese Polná (1869), poté v okrese Havlíčkův Brod (1880–1950) (v letech 1880–1930 Německý Brod) a později v okrese Jihlava. Od 1. dubna 1980 do 30. června 1990 patřila jako část města k Polné a od 1. července 1990 je opět samostatnou obcí.

### Zastupitelstvo a starosta, členství ve sdruženích
Obec má 9členné zastupitelstvo, v jehož čele stojí starosta Vlastimil Částka.
| Období    | Voliči | Účast v % | Mandáty | Výsledky                         | Starosta           |
| --------- | ------ | --------- | ------- | -------------------------------- | ------------------ |
| 2002–2006 | 163    | 77,91     | 9       | 5 SNK II 4 SNK I                 | Stanislav Řezníček |
| 2006–2010 | 158    | 74,05     | 9       | 5 SNK I 4 SNK II                 | Josef Koubek       |
| 2010–2014 | 180    | 57,22     | 9       | 9 Nezáv.sdruž. kandidátů Záborná | Josef Koubek       |
| 2014–2018 | 190    | 61,58     | 9       | 9 Nezáv.sdruž. kandidátů Záborná | Josef Koubek       |

Záborná je členem Dobrovolného svazku obcí Mikroregionu Polensko a místní akční skupiny Českomoravské pomezí.

### Obecní symboly
Znak a vlajka byly obci uděleny rozhodnutím předsedy Poslanecké sněmovny Parlamentu České republiky dne 19. ledna 2007. Znak: V zeleném štítě nad zlatým návrším se svěšenou červenou borovou šiškou kráčející zlatá lvice s červenou zbrojí, pod ní položené stříbrné krojidlo ostřím vzhůru. Vlajka: List tvoří pět vodorovných pruhů, zelený, bílý, zelený, žlutý a červený, v poměru 4 : 1 : 1 : 1 : 1. V žerďové polovině horního zeleného pruhu žlutá kráčející lvice s červenou zbrojí. Poměr šířky k délce listu je 2 : 3.

## Hospodářství a doprava
60 % okolní půdy obdělává šest soukromých zemědělců, funguje zde LIHOVAR Záborná, s.r.o. a autoopravna KVK AUTO, s.r.o. Služby tu poskytuje prodejna smíšeného zboží JEDNOTA, spotřební družstvo Velké Meziříčí, kterou si občané svépomocí vybudovali. Dále tu sídlí firmy VÁLAL s.r.o. a SOME Jindřichův Hradec s.r.o. Ve víceúčelové budově, jež byla v roce 1970 přestavěna z budovy bývalé školy, se nachází obecní úřad, místní knihovna, společenský sál a restaurace. Obec se nachází podél silnice II. třídy č. 348, na niž se v obci napojují komunikace III. třídy č. 35210 do Skrýšova a č. 34822 do Janovic. Dopravní obslužnost zajišťují dopravci ICOM transport a ZDAR. Autobusy jezdí ve směrech Jihlava, Polná, Bohdalov, Žďár nad Sázavou, Dobronín, Janovice, Velké Meziříčí, Nížkov a Humpolec. Obcí prochází cyklistická trasa č. 4336 z Polné do Skrýšova.

## Školství, kultura a sport
Školu tu zřídili v roce 1782, když se začalo učit v několika chalupách. Školní budovu postavili v roce 1874, po roce 1890 ji navštěvovalo až 80 žáků. V roce 1963 bylo vzdělávací zařízení s jednou třídou uzavřeno z důvodu nedostatku dětí. Děti navštěvují základní školu v Polné. Sídlí zde kynologický klub. Působí zde Sbor dobrovolných hasičů Záborná.

## Pamětihodnosti
- tzv. Sloup Panny Marie – stojí pod chráněnou lípou, dílo vytvořil polenský sochař Václav Viktor Morávek
- Socha sv. Jana Nepomuckého – nachází se u bývalé školy a vytvořil ji též sochař V. V. Morávek
- Kaplička s obecní zvonicí – stojí na návsi u památné lípy
- Pomník padlým v první světové válce – stojící před víceúčelovou budovou a pochází z roku 1919
- „Dvořákova“ kaplička – stojí asi půl kilometru od obce u silnice mezi Zábornou a Polnou[6]

## Galerie

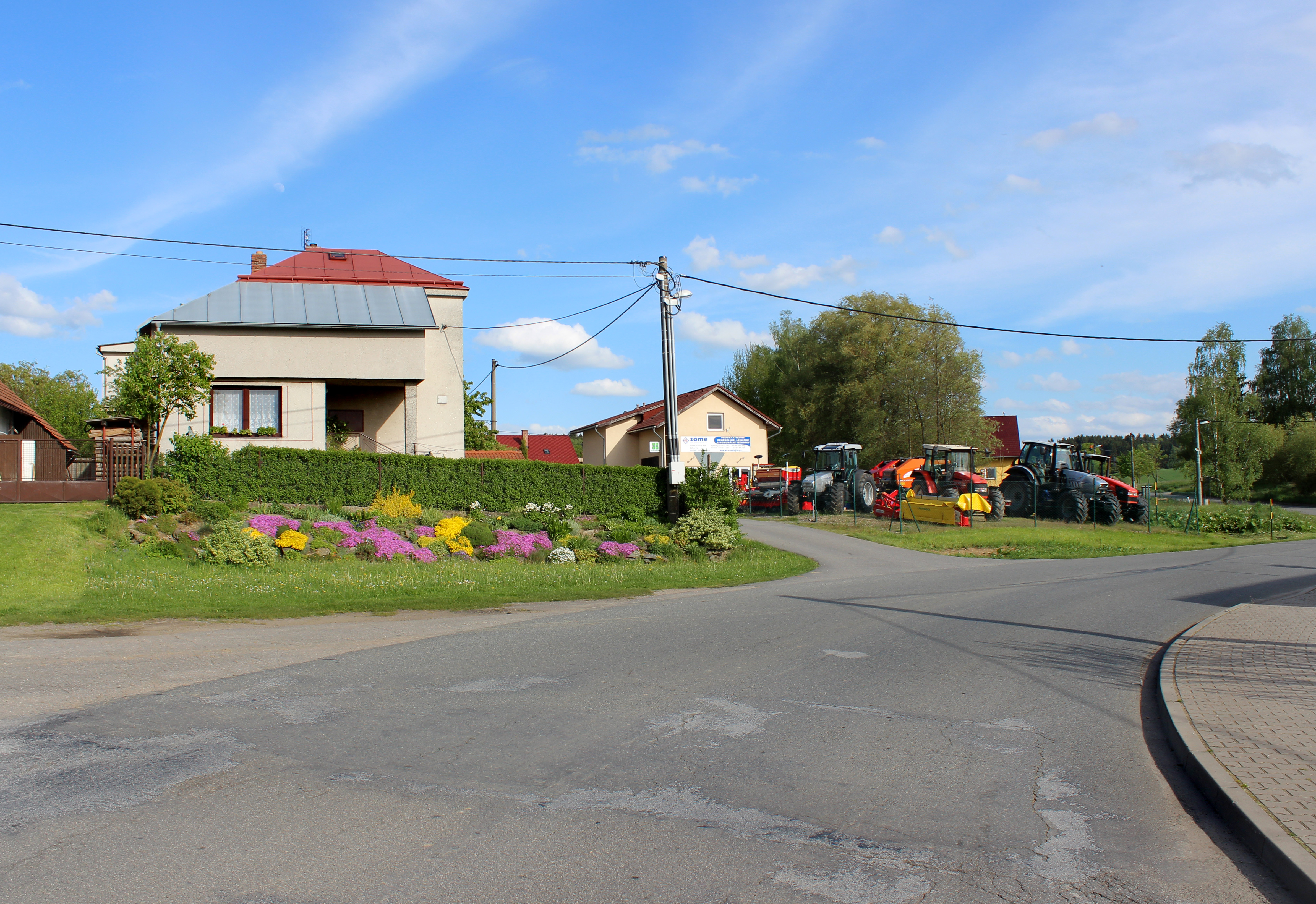
Východní část vsi
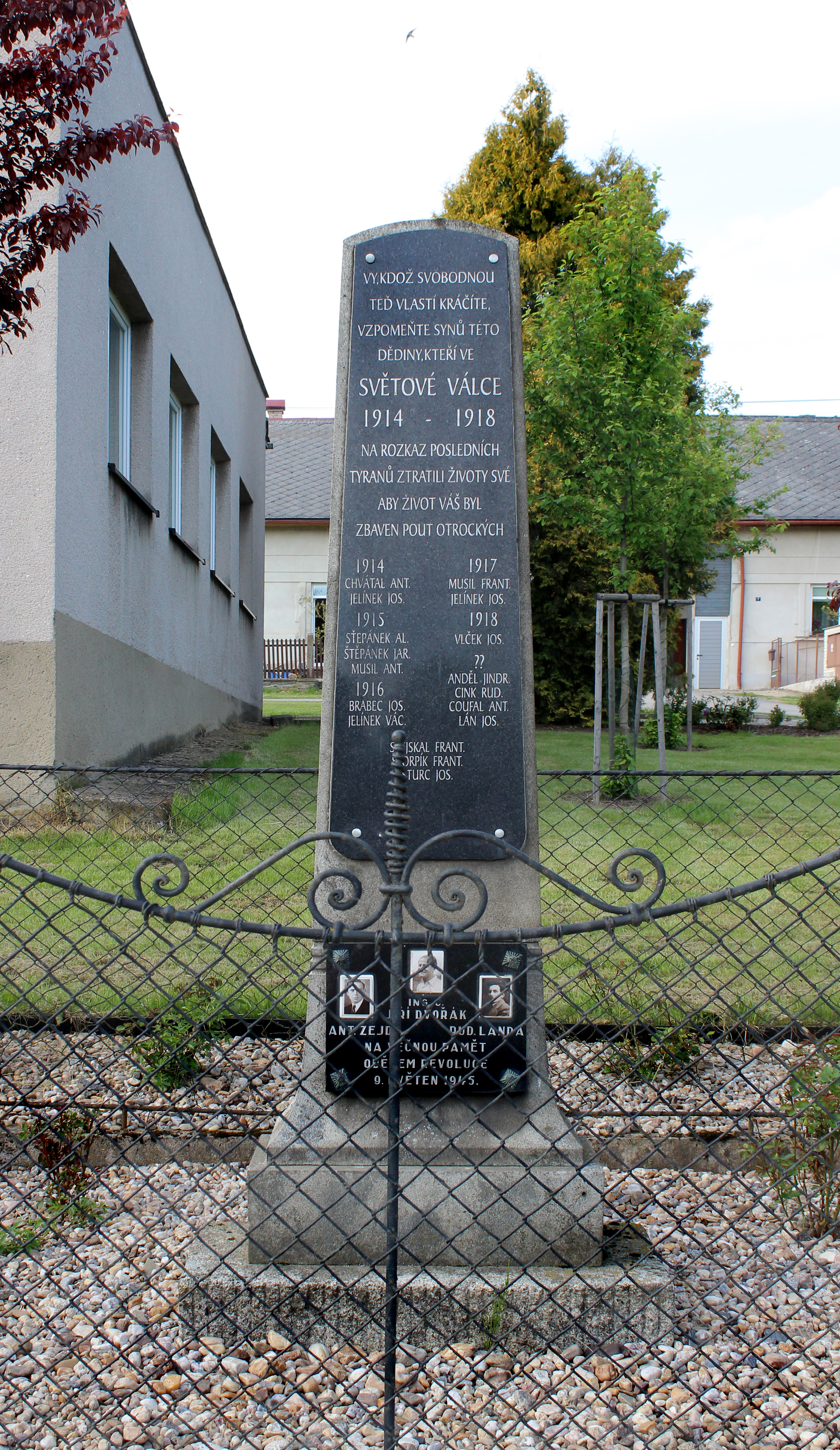
Památník obětem první světové války
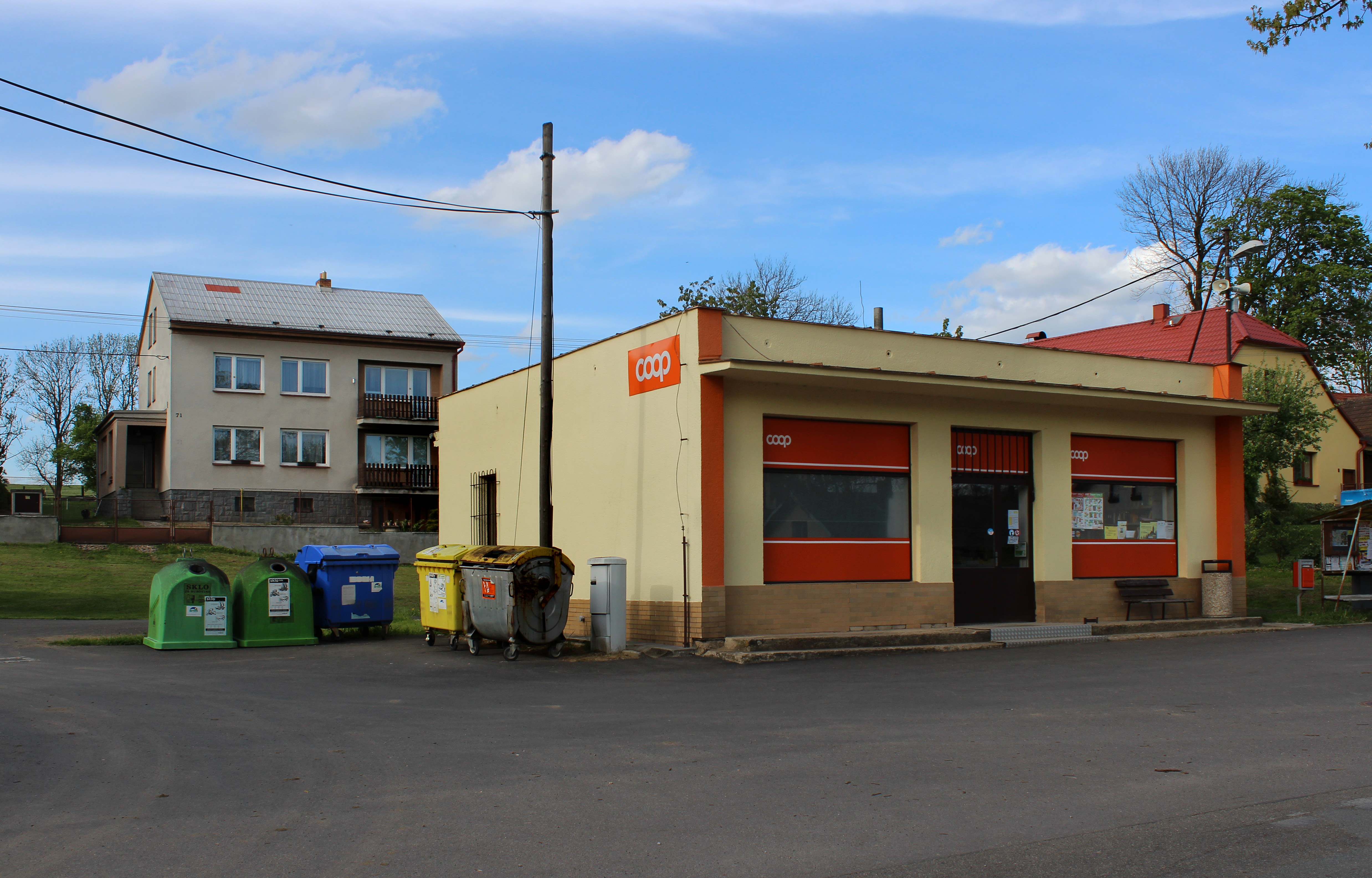
Místní obchod